# Alexander Wigram Allen Leeper
Alexander Wigram Allen Leeper (* 4. Januar 1887 in Melbourne, Australien; † 24. Januar 1935) war ein aus Australien stammender Beamter im britischen diplomatischen Dienst, Mitglied des Territorial Committee bei den Verhandlungen zu den Pariser Vororteverträgen und maßgeblich an der territorialen Aufteilung Österreich-Ungarns beteiligt.

## Leben und Wirken
Er entstammte einer angesehenen Familie irischer Abstammung. Sein Vater Alexander Leeper wanderte 1875 nach Australien aus und wurde später Rektor des Trinity College (heute: University of Melbourne). Sein ältester Sohn Alexander besuchte zunächst die Melbourne Grammar School und studierte danach an der University of Melbourne und später am Balliol College in Oxford. 
Während des Ersten Weltkrieges verfasste er 1917 die Schrift The Justice of Rumania’s Cause, in der er das Selbstbestimmungsrecht der Rumänen und deren territoriale Ansprüche gegenüber Ungarn verteidigte. Daraufhin wurde er 1918 in den Dienst des britischen Foreign Office aufgenommen.
1919 war er gemeinsam mit James Headlam-Morley britisches Mitglied des Territorial Committee bei den Verhandlungen zu den Pariser Vorortverträgen. Dabei repräsentierte er die britischen Interessen bei der Aufteilung Österreich-Ungarn und vertrat zunächst eine strikte Politik gegenüber den besiegten Nachfolgestaaten Österreich und Ungarn. Politisch war er eng mit Robert William Seton-Watson befreundet. Den am 10. September 1919 unterzeichneten Vertrag von Saint-Germain bezeichnete Leeper diesem gegenüber als hart aber nicht zu unfair James Headlam-Morley notierte später, die einzelnen Committees hätten jedoch bei der Formulierung des österreichischen Friedensvertrages ohne große Diskussionen großteils einfach den Text des Friedensvertrages von Versailles genommen und lediglich das Wort Deutschland durch das Wort Österreich ersetzt.
Die britische Politik gegenüber Ungarn war jedoch noch härter als gegenüber Österreich und so gehörte Leeper gemeinsam mit Charles Hardinge, Arthur Balfour und Robert Cecil zu jener Gruppe, die eine britische Unterstützung der ersten ungarischen Regierung unter Mihály Károlyi verhinderte. Leeper vertrat dabei die Meinung, dass trotz drastischen Versorgungsengpässen und der Gefahr einer bolschewistischen Machtübernahme zuerst den ehemaligen Verbündeten, etwa Rumänien und der Tschechoslowakei geholfen werden müsse, wo die humanitäre Situation ähnlich schlecht war. Die Verhandlungen zum späteren Vertrag von Trianon zogen sich in die Länge, die Regierung Károlyi wurde gestürzt und in Ungarn kamen Ende März 1919 tatsächlich die Kommunisten unter Béla Kun an die Macht. Aufgrund der Angst, diese kommunistische ungarische Regierung könnte sich mit den Bolschewisten in der Sowjetrussland verbünden und so die territoriale Aufteilung verhindern, veranlasste nun Rumänien und die Tschechoslowakei dazu Ungarn anzugreifen. Im April 1919 brach der Ungarisch-Rumänische Krieg aus, der mit einer Besetzung Budapests durch rumänische Truppen und dem Sturz von Béla Kun endete. Erst danach konnte die alliierte Aufteilungsplan in die Tat umgesetzt werden.
Später war Leeper als Erster Sekretär Berater des australischen Premierministers Bruce an der Koordinierung der australischen Außenpolitik mit der britischen beteiligt. Dabei wurde die Stelle eines Verbindungsbeamten in London geschaffen, die mit Richard Casey besetzt wurde.  
Danach bemühte Leeper sich, nach Wien versetzt zu werden, das zu dieser Zeit immer mehr zum diplomatischen Zentrum der Briten in Mitteleuropa ausgebaut wurde. Daraufhin war er von 1924 bis 1928 erster Sekretär der britischen Gesandtschaft in Wien. In dieser Zeit hatte sich die britische Politik gegenüber der Österreichischen Republik weitgehend geändert, denn die ursprüngliche Befürchtung, Österreich könnte auch nach Auflösung der Monarchie eine regionale Hegemonialmacht in Mitteleuropa bleiben, hatte sich als Fehleinschätzung herausgestellt. 1924 wurde auch mit britischer Unterstützung die neue Schillingwährung eingeführt und so die Hyperinflation gestoppt.
Leeper galt damals als leidenschaftlicher Befürworter der österreichischen Unabhängigkeit und vertrat die Ansicht, zur Verhinderung eines Anschlusses an Deutschland sollte die britische Regierung eine Politik eines minimum of interference betreiben, um die zarte Pflanze des Österreichpatriotismus nicht zu gefährden. Schon 1927 notierte er jedoch frustriert, dass die Idee des Anschlusses von den Österreichern immer mehr als unvermeidlich angesehen wurde und Großbritannien das bevorstehende politische Desaster nur hinauszögern könne. So unterstützte er auch nicht eine französische Initiative zur Schaffung einer gegen Deutschland gerichteten Zollunion im Donauraum, bei der die Westalliierten den beteiligten Ländern den Meistbegünstigungsstatus gewähren sollten.
In dieser Zeit begann Leeper, an seinem Werk zur österreichischen Geschichte im Frühmittelalter zu arbeiten, in dem er die Zeit von den Anfängen der bajuwarischen Besiedlung über die Iro-schottische Mission, die Politik der Agilolfinger bis zu den Babenbergern untersuchte. Dieses 1941 posthum unter dem Titel A History of Medieval Austria in Oxford veröffentlichte Werk beeinflusste während und nach dem Zweiten Weltkrieg die anglo-amerikanische Sichtweise zur nationalen Identität Österreichs.
Ab 1933 war er Berater im Foreign Office und 1934 als Unterstaatssekretär im Colonial Office beteiligt an den Verhandlungen zwischen Großbritannien und den Niederlanden über die Landgrenze zwischen British Guyana und Niederländisch-Guayana (heute Surinam). 
Sein jüngerer Bruder, Reginald Wildig Allen Leeper, genannt Rex, trat ebenfalls als Beamter in den Dienst des britischen Foreign Office ein und war nach dem Zweiten Weltkrieg an der Neuordnung der Grenzen in Osteuropa, besonders Polens, beteiligt.

### Monographien
- A.W.A. Leeper: The Justice of Rumania's Cause; London: Hodder & Stoughton, 1917, 24 Seiten, mit ausklappbaren Karten
- A.W.A. Leeper: A History of Medieval Austria; Oxford university press, 1941, 429 Seiten (posthum publiziert von Robert William Seton-Watson und Carlile Aylmer Macartney); Nachdruck 1978, New York: AMS Press, 420 S., ISBN 040415347X

### Sekundärliteratur
- Erik Goldstein: The First World War peace settlements, 1919 - 1925; Harlow: Longman 2003 (2. Auflage), ISBN 0-582-31145-4
- Erik Goldstein: New Diplomacy and the New Europe at the Paris Peace Conference of 1919: The A.W.A. Leeper Papers; Artikel in: East European Quarterly 21:4 (1988): Seite 393–400
- Keith Neilson: Britain, Soviet Russia and the Collapse of the Versailles Order, 1919–1939; Royal Military College of Canada, Ontario/Cambridge University Press, 2006, 390 S., ISBN 978-0-521-85713-0